# 진주제일중학교
진주제일중학교(晋州第一中學校)는 대한민국 경상남도 진주시 평거동에 있는 공립 중학교이다.

## 학교 연혁
- 2005년 1월 12일 : 진주제일중학교 설립 인가 (30학급, 남)
- 2005년 3월 1일 : 초대 강정태 교장 부임
- 2005년 3월 4일 : 개교 및 입학식 (10학급 387명)
- 2008년 2월 15일 : 제1회 졸업식 (졸업생 386명)
- 2019년 1월 8일 : 행복학교(경남형 혁신학교) 지정
- 2020년 1월 16일 : 진주발명교육센터 설치
- 2022년 1월 14일 : 펜싱장 개관식
- 2022년 3월 1일 : 제8대 정영숙 교장 부임
- 2023년 1월 6일 : 제16회 졸업장 수여식(졸업생 수 217명, 누계 4,822명)
- 2023년 3월 2일 : 2023학년도 신입생 입학(8개학급 232명)

## 참고 자료
- 진주제일중학교 - 한국교육학술정보원 학교알리미